# Centris poecila
Centris poecila là một loài Hymenoptera trong họ Apidae. Loài này được Lepeletier mô tả khoa học năm 1841.

## Hình ảnh

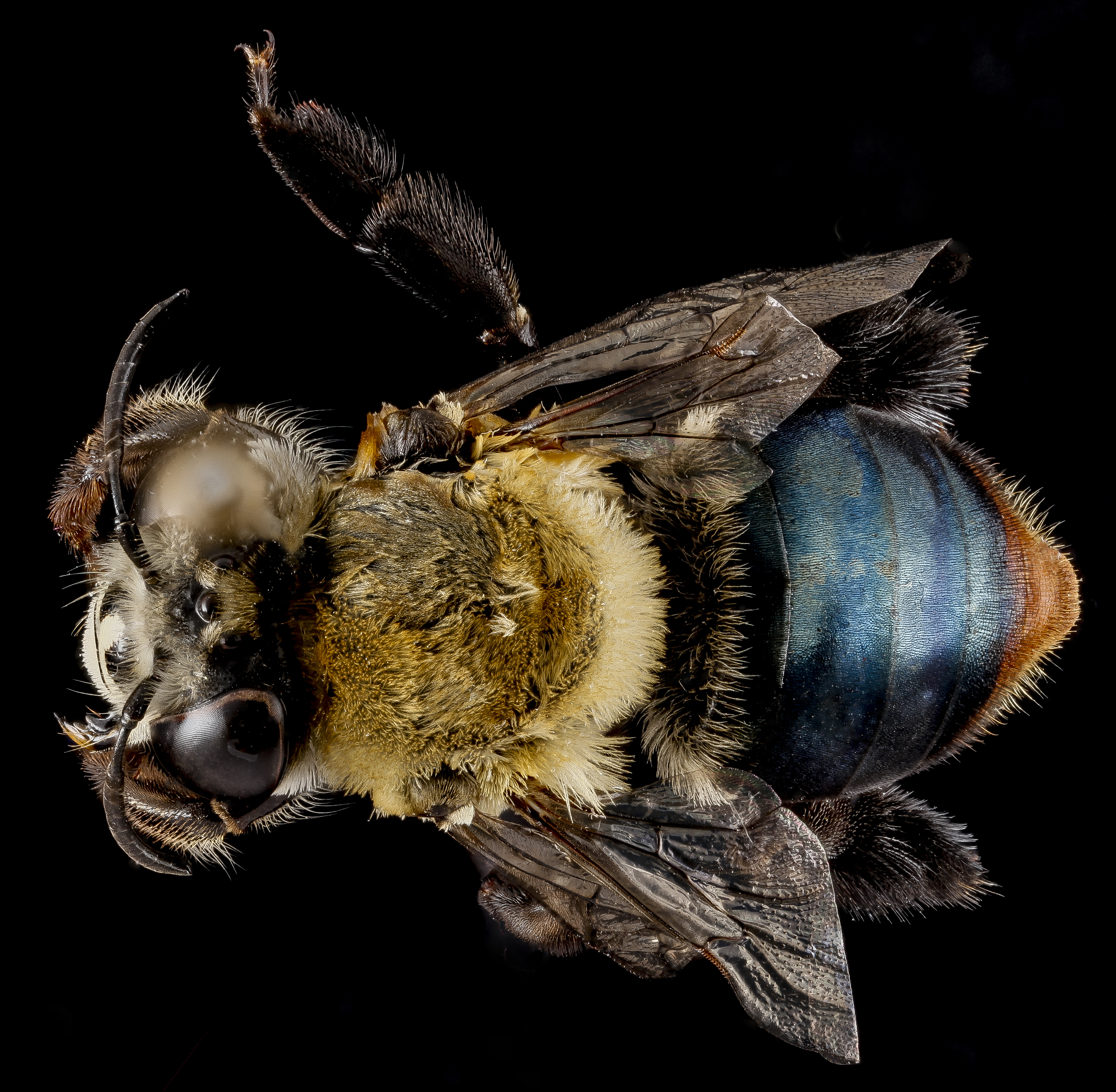
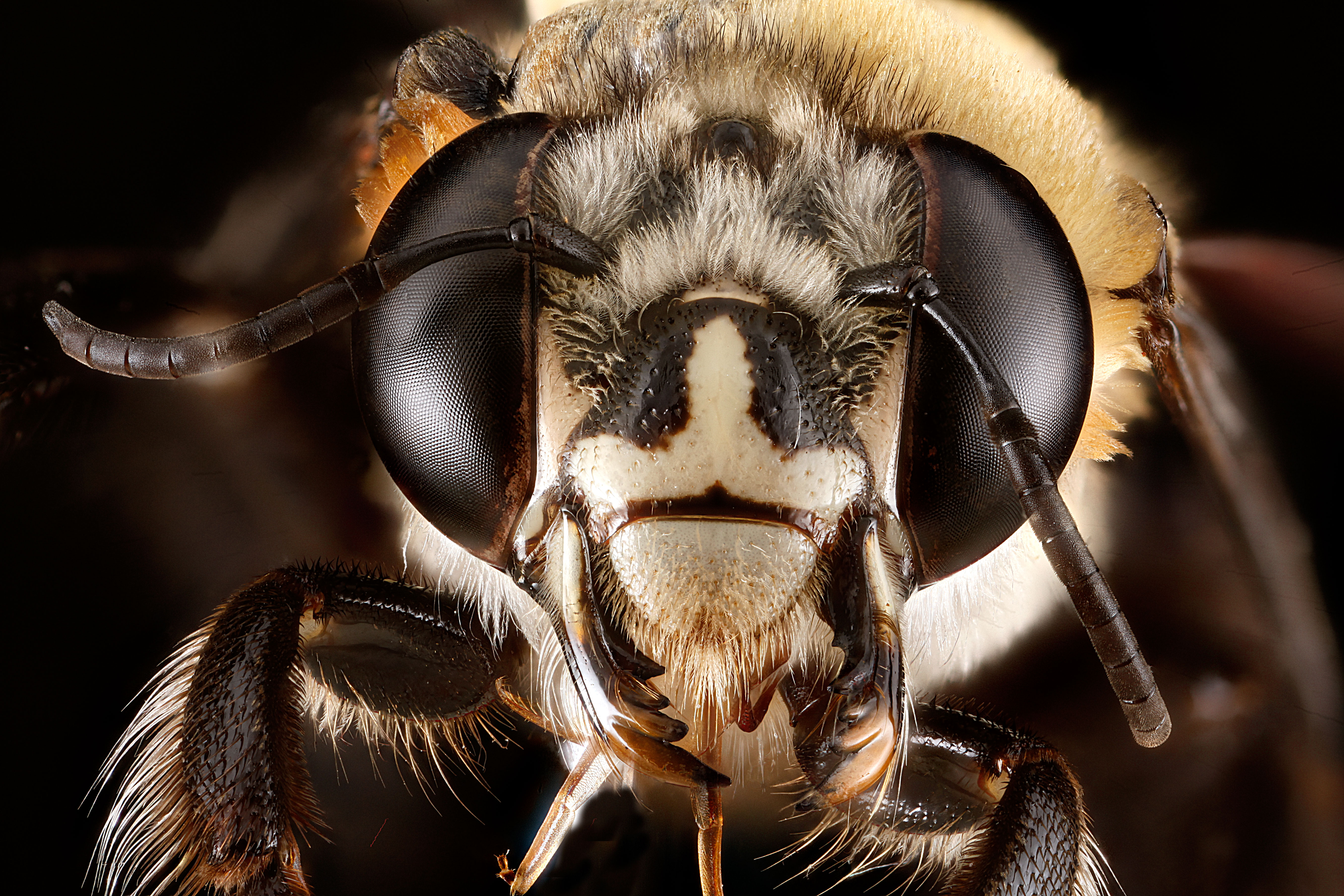